# Nevadai cirbolyafenyő

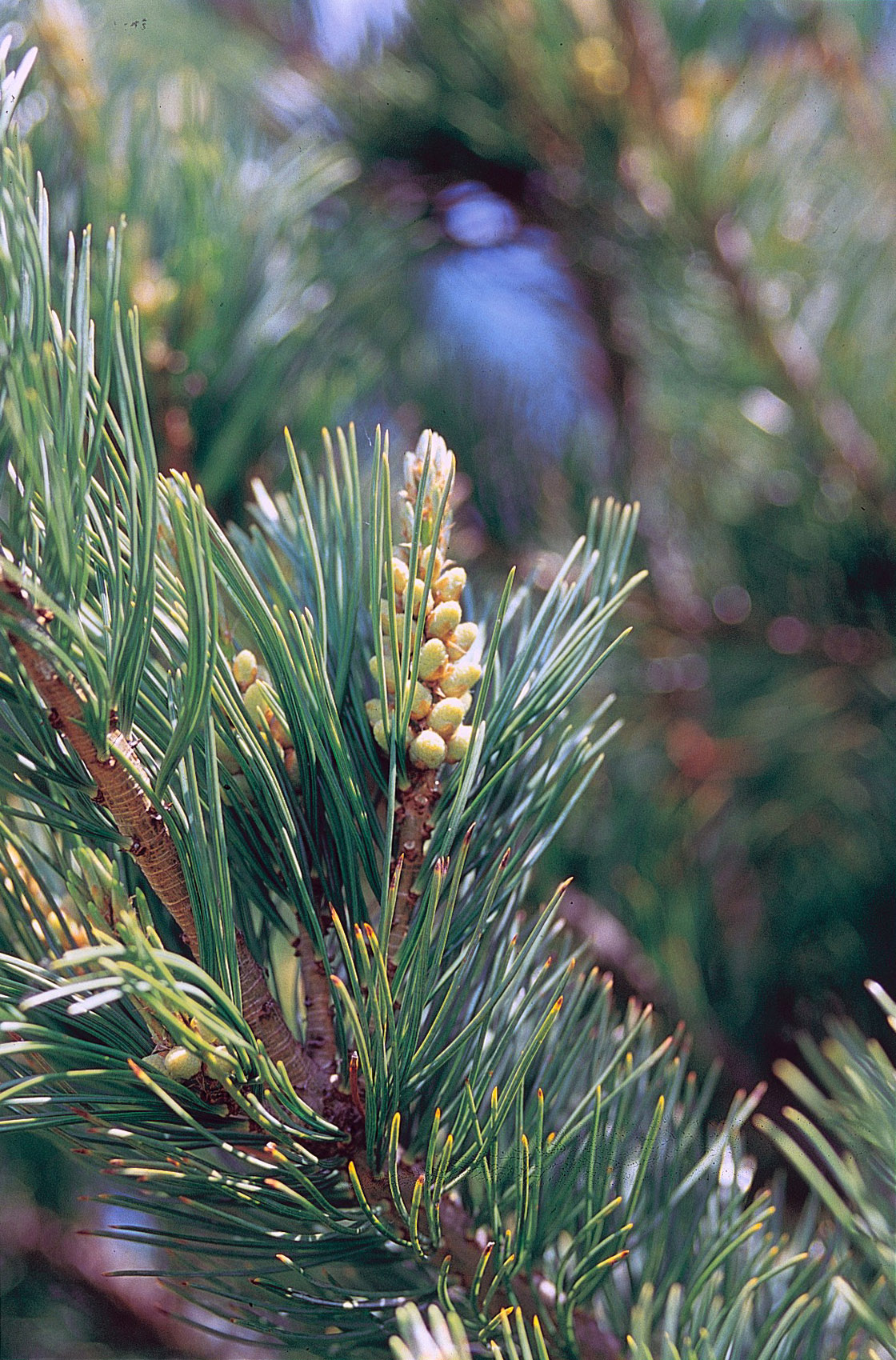
Nevadai cirbolyafenyő porzós virágai

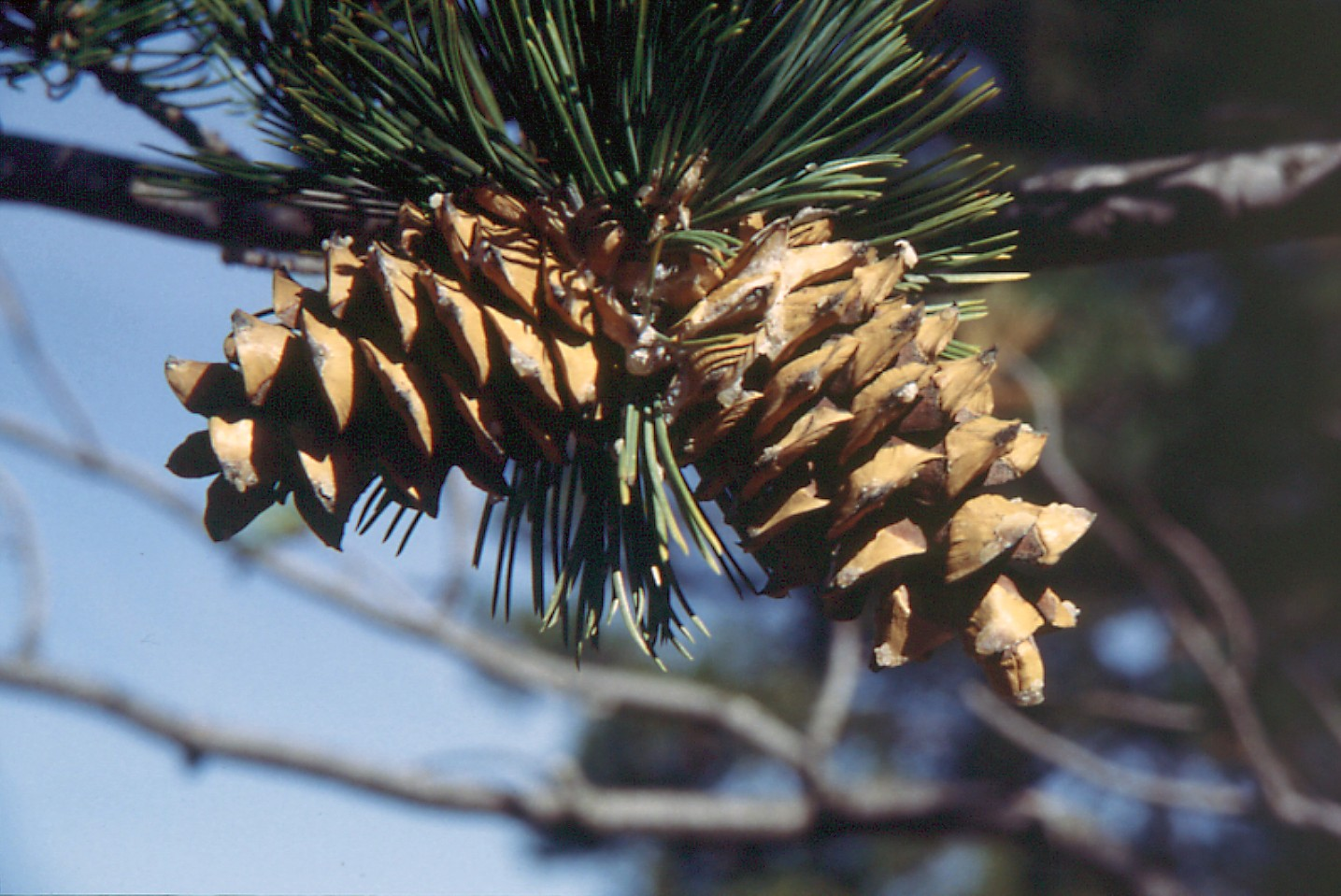
Nevadai cirbolyafenyő tobozai

A nevadai cirbolyafenyő (hajlékony fenyő, sziklás-hegységi dió-selyemfenyő, Pinus flexilis) a tűnyalábos fenyők (Pinus) nemzetségébe tartozó fafaj.

## Elterjedése, élőhelye
Az északi flórabirodalom (Holarktisz) pacifikus–észak-amerikai flóraterületén honos; a fehértörzsű fenyő (amerikai cirbolya, Pinus albicaulis) mellett ez a Sziklás-hegységben legészakabbra jutó selyemfenyőféle: Kanadában Brit Columbia és Alberta államokig hatol.
Összefüggő elterjedési területe nyugat felé a Sziklás-hegység fő vonulatán át a Sierra Nevadáig, dél felé Észak-Arizona és Új-Mexikó északi hegyvidékeiig található. Colorado államban 3810 m-ig kapaszkodik fel. Elszigetelt állományát közel 4000 m magasan az észak-mexikói Cerro Pontosín is megtalálták.
Magyarországon gyűjteményes kertekben találkozhatunk vele.

## Megjelenése, felépítése
A havasok cirbolyáira emlékeztet, de valójában a kínai dió-selyemfenyő (Pinus armandii) távoli rokona. Magános edénynyalábú (haploxylon) faj.
10–26 m magasra nő. Gyakran többtörzsű, koronája szabálytalan alakú. Az idősebb fák kérge durván pikkelyes, szürke. Hajtásai simák, illetve szőrösek.
Ötösével növő, 2,5–10 cm hosszú, szürkészöld tűi rugalmasan merevek.
7–22 cm-es tobozai csukottan kúposak, nyitottan hengeres-oválisak, vastag pikkelypajzsuk gyakran felhajlik. Magva rendesen szárnyatlan.

## Alfajok, változatok
Délen honos változatának hosszabb a tűje és nagyobb a toboza.

## Életmódja
A szárazságot jól tűri, Magyarországon teljesen télálló.

## Fontosabb kertészeti változatai
- Pinus flexilis ’Albovariegata’,
- Pinus flexilis ’Bergmann Dwarf’,
- Pinus flexilis ’Brevifolia’,
- Pinus flexilis ’Compacta’,
- Pinus flexilis ’Elmwood Foxtail’,
- Pinus flexilis ’Extra Blue’,
- Pinus flexilis ’Fastigiata’,
- Pinus flexilis ’Firmament’,
- Pinus flexilis ’Glauca Compacta’,
- Pinus flexilis ’Glauca Pendula’,
- Pinus flexilis ’Glenmore’,
- Pinus flexilis ’Glenmore Dwarf’,
- Pinus flexilis ’Glenmore Silver’,
- Pinus flexilis ’Globosa’,
- Pinus flexilis ’Gracilis’
- Pinus flexilis ’Nana’,
- Pinus flexilis ’Pendula’,
- Pinus flexilis ’Pygmaea’
- Pinus flexilis ’Reflexa’,
- Pinus flexilis ’Scratch Gravel’
- Pinus flexilis ’Semivirgata’,
- Pinus flexilis ’Shadow’s Blue’
- Pinus flexilis ’Nana’,
- Pinus flexilis ’Temple’,
- Pinus flexilis ’Tiny Temple’,
- Pinus flexilis ’Vanderwolf’s Pyramid’,
- Pinus flexilis ’Witch’s Broom’.